# 让-皮埃尔·菲尔曼·马莱尔
让-皮埃尔·菲尔曼·马莱尔（法語：Jean-Pierre Firmin Malher，法語發音：[ʒɑ̃ pjɛʁ fiʁmɛ̃ malɛʁ]；1761年6月29日—1808年3月13日）是一位法国将军，他曾指挥法兰西第一共和国军队参加法国大革命战争。在拿破仑战争期间，他升职为师级将军。马莱尔于1808年在半岛战争中进行军事演习时意外身亡。马莱尔的姓名被刻在凯旋门上。

## 早年生涯
马莱尔出生于巴黎，最初应征入伍。在第一次反法同盟期间，马莱尔于1794年晋升为陆军上校。他于1799年晋升为旅级将军，1803年8月晋升为师级将军。在晋升师级将军后，马莱尔指挥了总部设在雷恩的第13军事分部的第2师。

## 拿破仑战争

### 1805年
在第三次反法同盟期间，当法皇拿破仑向哈布斯堡军队发起进攻时，马莱尔指挥了米歇尔·内伊元帅第六军团的第三师。他麾下的8,000名士兵包括第27、50和59线列步兵团的6个步兵营和第27轻步兵团的3个营，以及6门火炮。他的部队分为两个旅。
10月8日，第六军团向乌尔姆西北部的京根进发。第二天，内伊命令马莱尔的部队南下，夺取金茨堡附近多瑙河上的桥梁。为了完成这项任务，马莱尔组建了三个行军纵队。其中，第59线列步兵团组成的东纵队直指金茨堡东侧的一座桥梁。另一支由三个团中的大部分组成的中央纵队直奔金茨堡。这些部队与康斯坦丁·吉利安·卡尔·达斯普雷领导的奥军蒂罗尔猎兵部队相撞，金茨堡之战爆发。
金茨堡的奥地利守军被突然出现的法军惊吓，摧毁了所有的桥梁。达斯普雷在后路被切断后带领200名猎兵和两门火炮向法军投降。马莱尔试图在金茨堡重建两座桥梁，但在奥军20门火炮和奥地利第三步兵团的猛烈反击下被迫放弃这一计划。当天晚些时候，奥地利指挥官卡尔·马克下令伊格纳兹·久莱的部队重建该镇东郊的桥。奥军重建桥梁后，法军第59线列步兵团出现并对桥梁发起了进攻。在占领桥梁后，第59线列步兵团以方阵部署，以击退随后的奥地利骑兵冲锋。马莱尔调动了他的其他部队来支援第59团，法国军队守住了这座桥梁。马克于10月10日撤退到乌尔姆，最终全军向法军投降。
10月13日，马莱尔在埃尔兴根桥与约翰·劳登率领的奥地利军队发生冲突。次日，他率部参加了埃尔兴根战役，但他的师只是轻装上阵。乌尔姆战役成功结束后，拿破仑将内伊军团的马莱尔和路易·亨利·洛伊森的师派往蒂罗尔。11月4日，奥地利人在沙尔尼茨击退了内伊的进攻，法军损失惨重。然而，就在同一天，法国在洛伊塔施消灭了第二支奥地利军队。第二天，内伊继续攻占因斯布鲁克。

### 1808年
1807年11月30日，一支法国军队占领了葡萄牙王国里斯本。法兰西第一帝国与西班牙王国此前达成的协议允许法国部队穿越西班牙的土地进攻葡萄牙。但拿破仑还计划通过取代不受欢迎的卡洛斯四世，将西班牙纳入他的帝国版图。1808年初，75,000名法军士兵以占领葡萄牙为借口进入西班牙，并迅速占领了西班牙重要的战略要地。3月13日，马莱尔在巴利亚多利德的一次军事演习中意外身亡。
马莱尔的名字刻在凯旋门的第7列。装有马莱尔心脏的盒子位于巴黎的先贤祠中。

## 引文
1. 1 2  Kagan, 407 map
2. ↑  Kagan, 396 map
3. ↑  Kagan, 406
4. 1 2  Kagan, 408
5. 1 2  Kagan, 409
6. ↑  Thiers, 101
7. ↑  Smith, 203
8. ↑  Kagan, 424
9. ↑  Kagan, 428
10. ↑  Smith, 211
11. ↑  Glover, 45-46
12. ↑  Glover, 47-48
13. ↑  .   [2010-12-06]. （原始内容存档于2008-03-24）.